# Серібна коса
Серібна коса - утворена вплином Самари до Дніпра. З утворенням водосховища ДніпроГЕСом майже повністю зникла.
Існувала нижче невеликих послідовних островів Гринів та Швецького на лівому боці Дніпра. Супроти Серібної вздовж правого берега Дніпра простягався великий Становий острів.